# Francisco de Quevedo

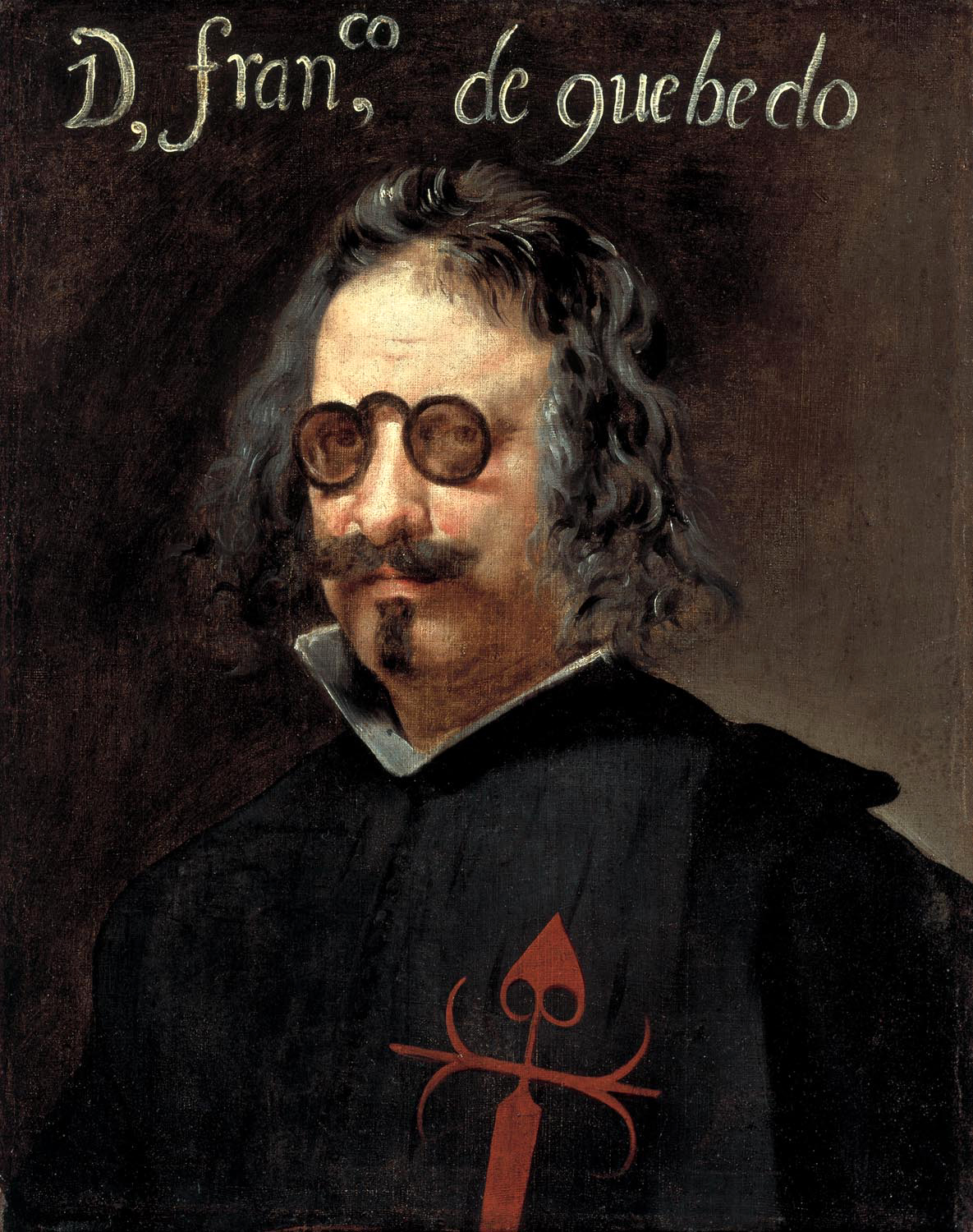
Francisco de Quevedo y Villegas, im Ornat des Ordens von Santiago, dem er seit 1618 angehörte

Francisco Gómez de Quevedo y Santibáñez Villegas (* 14. September 1580 in Madrid; † 8. September 1645 in Villanueva de los Infantes, Provinz Ciudad Real) war ein spanischer Schriftsteller und Satiriker des Barocks (span. Siglo de Oro). Er gehörte zu den Meistern des sogenannten Schelmenromans (span. Novela Picaresca).

## Leben
Francisco Gómez de Quevedo y Santibáñez Villegas wurde am 26. September 1580 in Madrid getauft, wuchs in Madrid auf und studierte von 1596 bis 1600 alte Sprachen in Alcalá de Henares und von 1601 bis 1604 Theologie an der Universität Valladolid. Er erhielt die Doktorwürde der Theologie, betätigte sich jedoch auch als Wissenschaftler und verfasste satirische Schriften. Er führte ein sehr unstetes Leben und galt als Frauenheld. Die erste Veröffentlichung von Gedichten fand 1605 in der Anthologie Flores de poetas ilustres von Pedro Espinosa statt. Seit 1613 war er als Privatsekretär des Herzogs von Osuna in Sizilien und Neapel, wo ihm wichtige diplomatische Missionen übertragen wurden. 1632 wurde er Sekretär Philipps IV. Durch Hofintrigen landete er für einige Jahre (1639–43) im Gefängnis. Zwei Jahre nach seiner Entlassung starb er verbittert auf seinem Landsitz.
Er war mit dem Dichter Luis de Góngora verfeindet, den er bezichtigte, ein konvertierter Jude und homosexuell zu sein. Gegen Góngora veröffentlichte er auch die antisemitische Schmähschrift Aguja de navegar cultos.
Quevedo humpelte und trug eine Brille, weswegen Brillen im Spanischen früher quevedos genannt wurden. Er galt jedoch als guter Fechter, der jederzeit bereit war, sich wegen der Ehre, Literatur oder Politik zu duellieren.
Quevedo starb 1645 in einem Kloster in Villanueva de los Infantes; seine sterblichen Überreste wurden mehrmals umgebettet. Schließlich war nicht mehr bekannt, wo sich seine Grabstätte befand. Im Jahre 2007 wurden in der Krypta einer Kirche in Villanueva de los Infantes Knochenteile entdeckt, die von Forschern der Universität Complutense Madrid, darunter der Forensiker José Antonio Sánchez, mit großer Wahrscheinlichkeit Quevedo zugeordnet werden konnten. Der Schädel fehlte allerdings, und so blieb ein unregelmäßig geformter Oberschenkelknochen das Hauptindiz für die Zuschreibung dieses Grabes.

## Werk
Quevedo war ein Meister des Conceptismo, der Benutzung von Doppelsinnigkeiten, um Intelligenz zu zeigen. Bekannt wurde er durch satirische Schriften, die er um 1606 verfasst hatte, jedoch erst 1627 unter dem Titel Sueños (Träume, Gedichte) in Saragossa veröffentlichte. Seine reichhaltigen Lebenserfahrungen brachten Quevedo dazu, hauptsächlich Satiren zu verfassen. Weiterhin verfasste er Gedichte und einige religiöse und erotische Erzählungen. Quevedo war einer der bekanntesten Schriftsteller im Madrid des beginnenden 17. Jahrhunderts.
Quevedos Werk ist erfüllt von „Skepsis gegen kollektive Macht“; es sucht „einer immer noch vorwiegend mit ihrem längst brüchig gewordenen imperialen Programm befassten Gesellschaft eine aufs Individuum bezogene Alternative“ anzubieten. Diese Alternative erwächst aber aus Ernüchterung, ja Enttäuschung: „Geschichte besteht darin, dass Menschen aus den Trümmern des Alten ihr Neues bauen und so nur weiterer Zerstörung das Materíal liefern“.

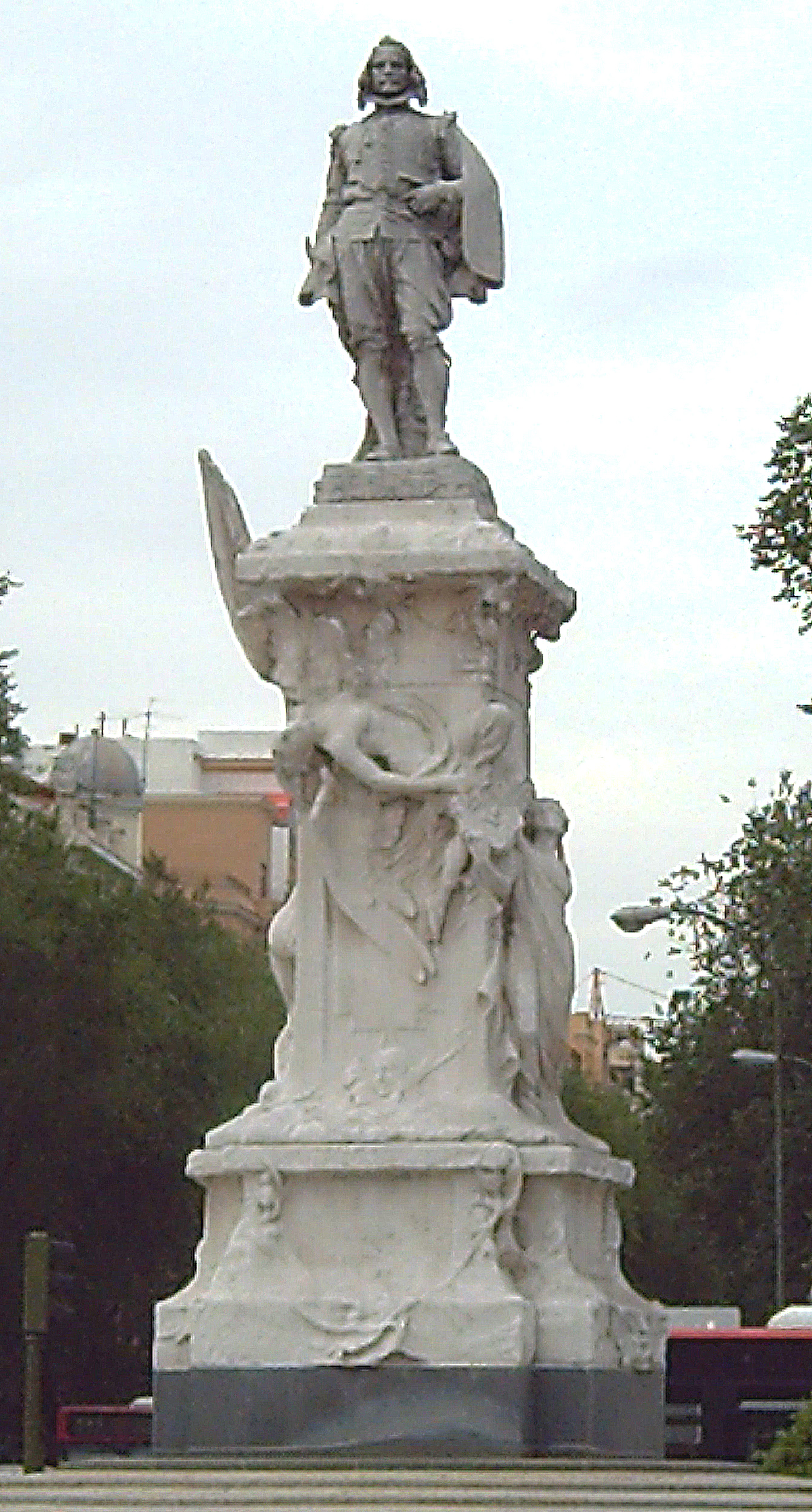
Quevedo-Denkmal in Madrid (A. Querol, 1902)

### Spanisch
- Flores de poetas ilustres. 1605

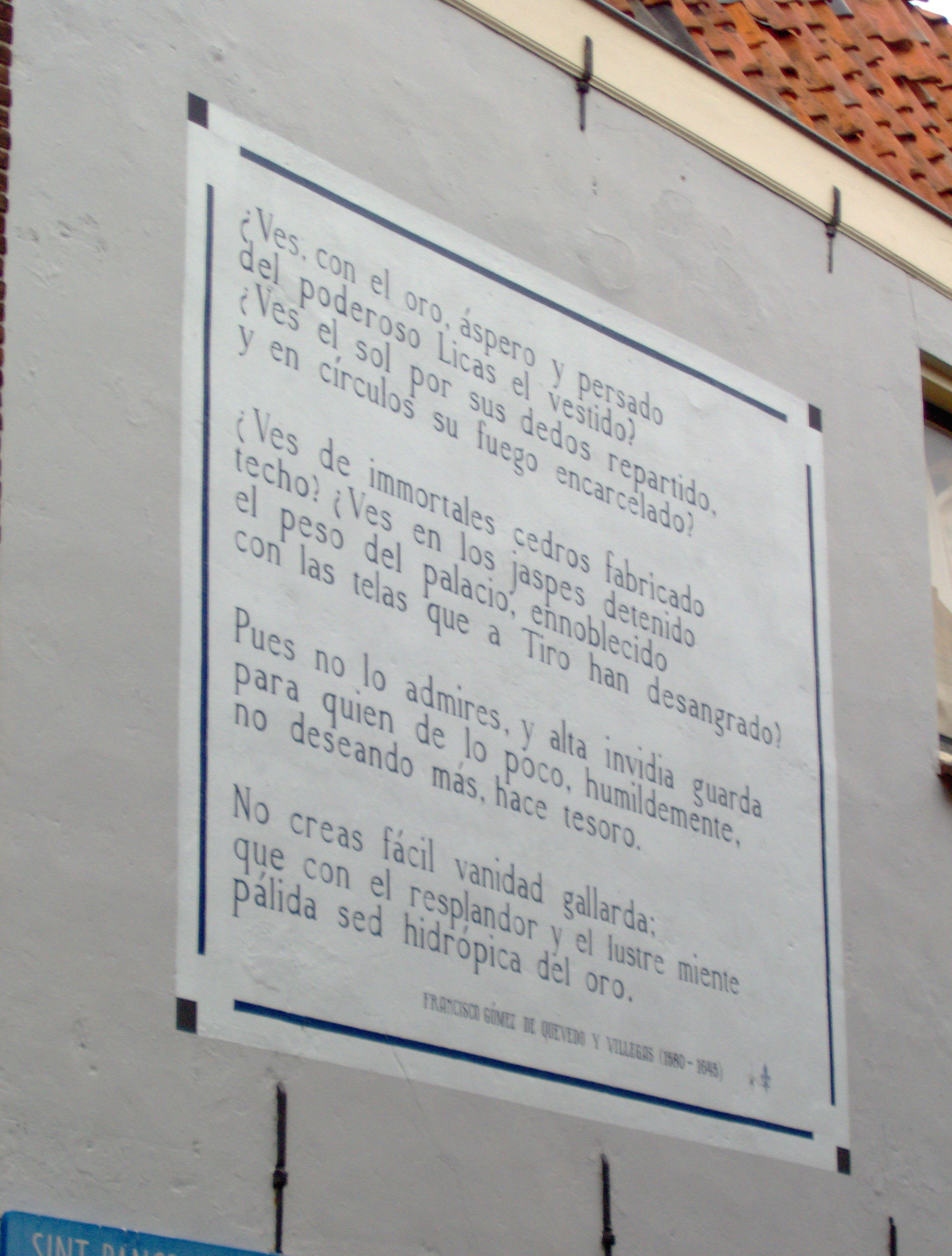
Das Gedicht ¿Ves, con el oro als Wandpoesie (eines der Muurgedichten in Leiden).

- España defendida y los tiempos de ahora. 1609 (publiziert 1916)
- Epitome a la historia de la vida exemplar y gloriosa muerte del bienaventurado F. Thomas de Villanueva. 1620
- Cartas del caballero de la Tenaza. 1621
- Grandes anales de quinze días. 1621
- La Política de Dios, govierno de Cristo y tiranía de Satanás. 2 Teile, 1626–1655 (J. O. Crosby, Urbana/Ill. 1967)
- Historia de la vida del Buscón oder Historia del gran Tacaño. 1626 (A. Castro 1926; F. Lázaro Carreter 1965; dt. 1665, 1826, 1904, 1913, 1963) – Hauptwerk des spanischen Schelmenromans, neben dem Lazarillo de Tormes und dem Guzmán de Alfarache.
- Sueños y discursos de verdades. 1606 (herausgegeben: 1627; deutsch: 1660–43, 1919, 1925 und 1966): 6 Traumbilder in Dialogform
- La culta latiniparla. 1629
- La aguja de navegar cultos con la receta para hacer Soledades en un día. 1631
- Dotrina moral del conocimiento propio, y del desengaño de las cosas ajenas. 1630
- La cuna y la sepultura. 1635 (L. López Grigera, 1969; Celsa Carmen García Valdés, 2008)
- De los remedios de cualquier fortuna. 1638
- Providencia de Dios. 1641 (herausgegeben 1700)
- La vida de Marco Bruto. 1632–1644
- Vida de San Pablo. 1644
- El parnaso español, monte en dos cumbres dividido. 1648 postum
- Las cuatro pestes del mundo y los cuatro fantasmas de la vida. 1651 postum
- Las tres musas últimas castellanas. 1670 postum
- La Fortuna con seso y la hora de todos. 1699 postum
- La constancia y paciencia del santo Job. 1713 postum

### Deutsch
- Das abenteuerliche Leben des Buscón. übersetzt von John Mich. Moscherosch 1671.
- Leben des Don Pablos, Landstörzers, Erzschelmen und Hauptvagabunden. Aus dem Spanischen übersetzt und mit einem Nachwort versehen von Wilhelm Muster. Stuttgart: Cotta, 1984, ISBN 3-7681-9961-4.
- Der abenteuerliche Buscón oder Leben und Taten des weitbeschrieenen Glücksritters Don Pablos aus Segovia: Eine kurzweilige Geschichte. In: spanischer Sprache erstl. beschrieben durch Francisco de Quevedo y Villegas. Hier aber ins Hochdeutsche übersetzt von einem Liebhaber und mit Illustrationen nach Kohlezeichnungen von Christoph Krämer. [Übers.: H. C. Artmann]. Frankfurt am Main: Insel, 1980 (Insel-Taschenbuch; 459), ISBN 3-458-32159-4.
- Leben des Erzgauners Pablos aus Segovia. Aus dem Spanischen übersetzt und mit Nachwort von Herbert Koch. 3. Aufl. Leipzig: Dieterich, 1980. (Sammlung Dieterich; Band 178)
- Die Träume. Die Fortuna mit Hirn oder die Stunde aller. Mit einem Vorwort von Jorge Luis Borges. Hrsg. und übersetzt von Wilhelm Muster. 2. Aufl. Frankfurt am Main: Insel-Verlag, 1980, ISBN 3-458-05297-6.
- Aus dem Turm. Moralische und erotische Gedichte, Satiren und Grotesken; Spanisch – Deutsch. übersetzt von Werner von Koppenfels. Mainz: Dieterich, 2003, ISBN 3-87162-058-0.
- Gedichte, übersetzt von Wilhelm Muster. München: Deutscher Taschenbuch-Verlag, 1986, ISBN 3-7681-9962-2.
- Arschäugleins Freuden und Leiden [1628]. Aus dem Spanischen von Jürgen Buchmann, Leipzig 2011.

## Rezeption
Quevedo ist eine der historischen Persönlichkeiten, die in den Romanen um den spanischen Söldner Alatriste von Arturo Pérez-Reverte eine Rolle spielen. Die Darstellung seiner Persönlichkeit entspricht in den Romanen sehr stark der Realität.
Jorge Luis Borges schrieb in einem Vorwort zu einer von ihm getroffenen Auswahl aus dem Werk, Quevedo sei vor allem ein „Literat für Literaten“; doch bezeichnete er ihn auch wiederholt (ebenso wie Leopoldo Lugones) als einen der (oder sogar DEN) vorzüglichsten Prosastilisten der spanischen Sprache. Auf seine Fähigkeiten bezogen stehe Quevedo keinem der großen Schriftsteller nach. Wörtlich: „..., aber bis heute ist er der größte Künstler der hispanischen Literatur geblieben. Wie Joyce, wie Goethe, wie Shakespeare, wie Dante, wie kein anderer Schriftsteller ist Francisco de Quevedo weniger ein Mensch als eine weite und komplexe Literatur.“
Die Metro-Station Quevedo in Madrid ist nach ihm benannt.

## Literatur

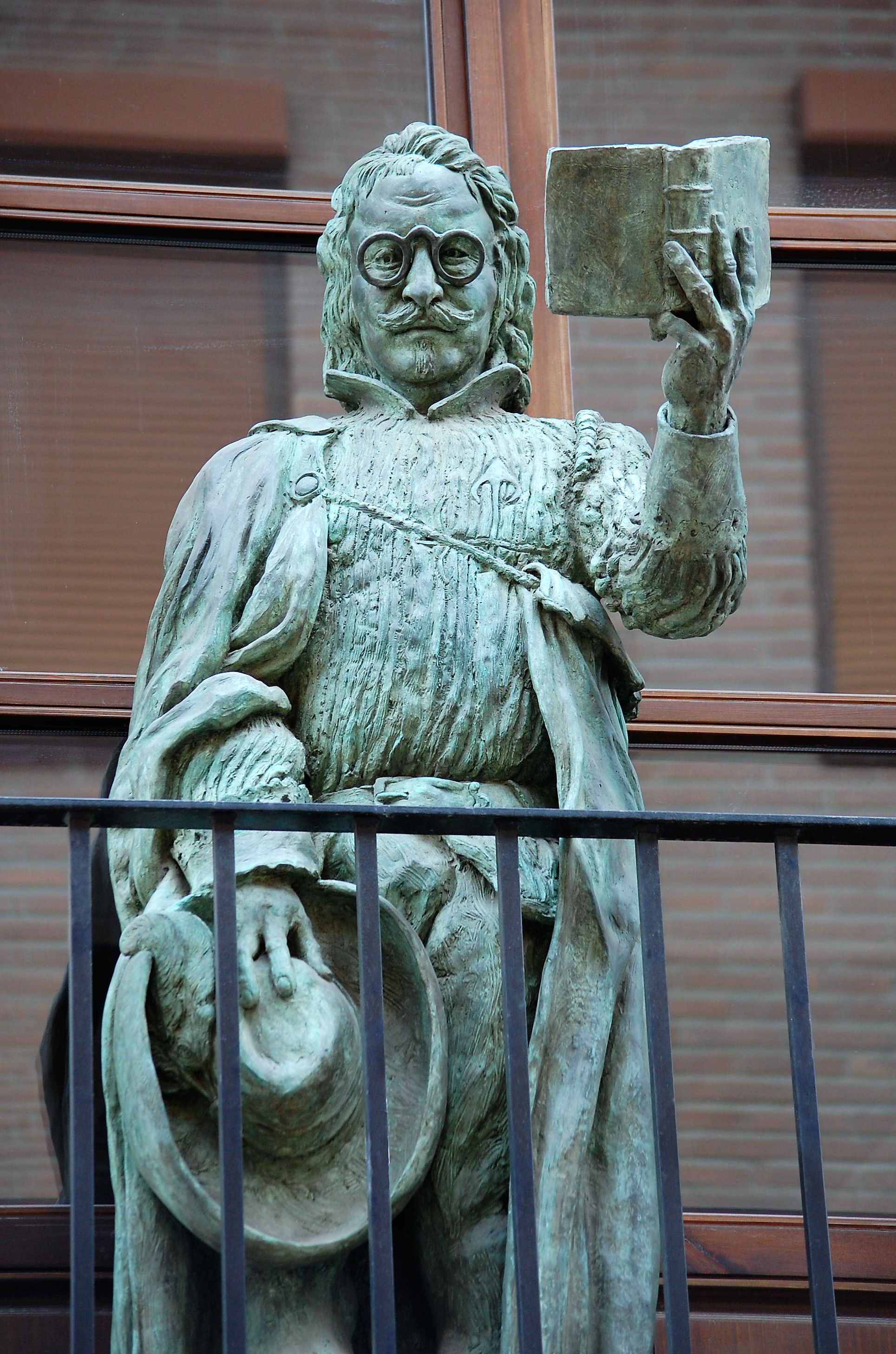
Francisco de Quevedo (Alcalá de Henares).